# Célèbre (1756)
Le Célèbre était un vaisseau à deux ponts portant 64 canons, mis sur cale par Geoffroy ou Pierre Salinoc à Brest en 1755, et lancé en 1757. Il fut construit pendant la vague de construction qui sépare la fin de guerre de Succession d'Autriche (1748) du début de la guerre de Sept Ans (1755). Il participa à deux missions pour la sauvegarde du Canada français et fut incendié en 1758 au siège de Louisbourg.

## Caractéristiques principales
Le Célèbre était un bâtiment moyennement artillé mis sur cale selon les normes définies dans les années 1730-1740 par les constructeurs français pour obtenir un bon rapport coût/manœuvrabilité/armement afin de pouvoir tenir tête à la marine anglaise qui disposait de beaucoup plus de navires. Il faisait partie de la catégorie des vaisseaux dite de « 64 canons » dont le premier exemplaire fut lancé en 1735 et qui sera suivi par plusieurs dizaines d’autres jusqu’à la fin des années 1770, époque où ils seront définitivement surclassés par les « 74 canons. »
Sa coque était en chêne, son gréement en pin, ses voiles et cordages en chanvre. Il était moins puissant que les vaisseaux de 74 canons car outre qu'il emportait moins d'artillerie, celle-ci était aussi pour partie de plus faible calibre, soit :
- vingt-six canons de 24 livres sur sa première batterie percée à treize sabords,
- vingt-huit canons de 12 sur sa deuxième batterie percée à quatorze,
- dix canons de 6 sur ses gaillards[3],[1].

Cette artillerie correspondait à l’armement habituel des 64 canons. Lorsqu'elle tirait, elle pouvait délivrer une bordée pesant 540 livres (soit à peu près 265 kg) et le double si le vaisseau faisait feu simultanément sur les deux bords. Chaque canon disposait en réserve d’à peu près 50 à 60 boulets, sans compter les boulets ramés et les grappes de mitraille.
Pour nourrir les centaines d’hommes qui composait son équipage, c’était aussi un gros transporteur qui devait avoir pour deux à trois mois d'autonomie en eau douce et cinq à six mois pour la nourriture. C'est ainsi qu'il embarquait des dizaines de tonnes d’eau, de vin, d’huile, de vinaigre, de farine, de biscuit, de fromage, de viande et de poisson salé, de fruits et de légumes secs, de condiments, de fromage, et même du bétail sur pied destiné à être abattu au fur et à mesure de la campagne.

## L'engagement et la perte du navire pendant la guerre de Sept Ans

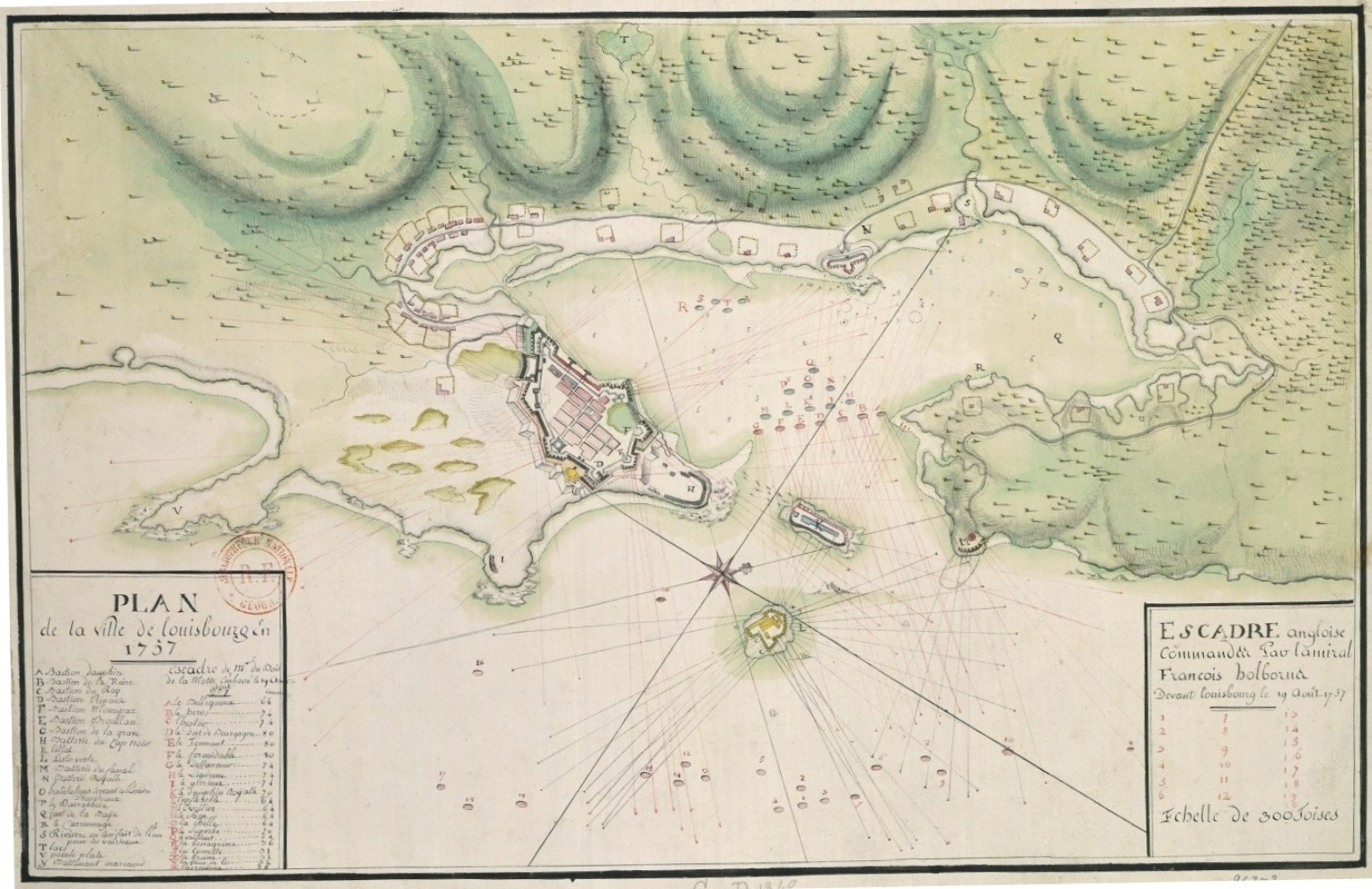
Le dispositif défensif français en 1757 à Louisbourg auquel participa le Célèbre.

Le siège de Louisbourg en 1758, qui causa la perte du Célèbre.

Le Célèbre entra en service alors que la guerre avec l'Angleterre était commencée depuis deux ans et reçut pour premier commandant La Jonquière Taffanel. Le 3 mai 1757, il quittait Brest dans l'escadre de neuf vaisseaux et deux frégates commandée par Dubois de La Motte et qui devait fait sa jonction avec deux autres forces afin de défendre Louisbourg. Mission accomplie le 19 juin, lorsque l'escadre entra dans le port, y formant l'importante concentration navale qui sauva la place de l'invasion cette année-là. En août, Dubois de La Motte, qui commandait les trois escadres réunies, jugea que sa force navale était assez puissante pour tenir en échec toute attaque britannique. Sur ce, il envoya à Québec en renfort le 2e et le 3e bataillons du Régiment de Berry à bord du Bizarre et du Célèbre. Les deux navires rentrèrent ensuite seuls sur Brest.
En 1758, il passa sous les ordres du chevalier de Marolles. Sa mission était semblable à celle de l'année précédente puisqu'il devait de nouveau se rendre à Louisbourg pour participer à sa défense. Il fut armé en flûte pour embarquer des renforts et prit la mer dans la division de Beaussier de l’Isle (cinq vaisseaux, une frégate). La mission, qui débuta dans les premiers mois de l'année, se passa sans encombre et arriva à Louisbourg à une date indéterminée.
C’est alors que se présenta le 2 juin devant Louisbourg une puissante flotte anglaise de vingt ou vingt-deux vaisseaux et dix-huit frégates. Elle escortait plus de cent navires de transport qui débarquèrent 12 000 hommes de troupe chargés d'attaquer la place. Ne pouvant raisonnablement pas affronter l'escadre adverse, le Célèbre fut contraint, avec les autres navires, de se réfugier dans le port. Le siège se resserrant de plus en plus, les bâtiments finirent par se retrouver à portée de tir de l’artillerie anglaise basée tout autour de la place.
Le 21 juillet 1758, sur la fin de la journée, une bombe tomba sur le Célèbre et perça la soute aux poudres. L’explosion qui s'ensuivit fit voler en éclats ses œuvres mortes et jeta une grande quantité de débris enflammés sur l’Entreprenant et le Capricieux mouillés tout près. En un instant, les cordages et les voiles de ces navires s’embrasèrent. La plus grande partie des équipages ayant été mis à terre pour participer à la défense de la place, il fut impossible de maîtriser l’incendie, d’autant que les Anglais, voyant la scène, se mirent à tirer à boulets rouges sur les trois bâtiments pour précipiter leur perte.
C’est à grand peine que les marins purent sauver les deux vaisseaux encore intacts, le Prudent et le Bienfaisant car les canons chargés des navires en feu tiraient en tous sens au fur et à mesure que le feu les atteignait. Le vent d’est fit dériver les carcasses jusqu’au barachois (lagune), où elles brulaient encore au lever du soleil sous le regard des habitants et des défenseurs qui avaient suivi le drame depuis les remparts. Le Célèbre est l'un des trente-sept vaisseaux de ligne perdus par la France pendant la guerre de Sept Ans.